# Eoghan Quigg
Eoghan Quigg (12 juli 1992) is een popzanger en acteur uit Noord-Ierland.
Hij eindigde op de derde plaats, naast JLS en Alexandra Burke, in de Britse talentenjacht The X Factor.
In eerste instantie had hij een contract aangeboden gekregen van Simon Cowell, nadat hij was afgevallen bij The X Factor, maar nadat Cowell zijn contract had ingetrokken, sloot hij een contract met RCA.
In april 2009 bracht Quigg zijn eerste album uit, onder de titel Eoghan Quigg. Deze scoorde niet hoog en viel na drie weken uit de top 100.
Na het programma The X Factor had Quigg nog een korte relatie met de op de vierde plaatse geëindigde Diana Vickers.